# Бойда Богдан Віталійович
Бо́йда Богда́н Віта́лійович Бо́йда — капітан медичної служби Збройних сил України.

## З життєпису
Служив в РА, десантник. Здобув вищу освіту, лікар-стоматолог. Батько двох дітей.
Мобілізований, медична рота 25-ї бригади. У фронтових умовах доводилося і операції робити. Побував під обстрілом з «Градів», під час одного з яких був поранений у ногу. Брав участь у боях за Нижню Кринку.

## Нагороди
За особисту мужність і героїзм, виявлені у захисті державного суверенітету та територіальної цілісності України, вірність військовій присязі під час російсько-української війни
- нагороджений орденом «За мужність» III ступеня (26.2.2015).